# Peter Kniest

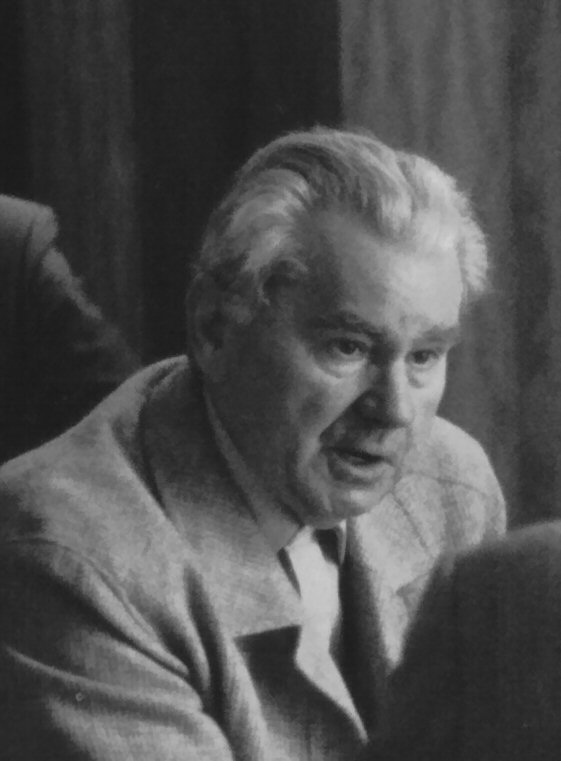
Peter Kniest, etwa 1984

Peter Kniest (* 15. Dezember 1914 in Bottrop; † 15. Dezember 1993 in Wegberg) war ein bekannter deutscher Komponist und Autor im Schach.

## Schachkomposition
Kniest wurde von seinem Bruder, Albert Heinrich Kniest, zum Komponieren angeregt. Sein Schaffen war sehr vielseitig. Zunächst komponierte er vorwiegend Zweizüger, später entdeckte er das Märchenschach. Mehrere Arbeiten wurden in die FIDE-Alben aufgenommen, hier kam er auf 30,33 Punkte und erhielt dafür den Titel Internationaler Meister für Schachkomposition. Insgesamt hat er mehrere hundert Aufgaben geschaffen, viele davon gewannen Preise.
1959 wurde er zum Internationalen Preisrichter für Schachkomposition ernannt.
|   | a | b | c | d | e | f | g | h |   |
| 8 |   |   |   |   |   |   |   |   | 8 |
| 7 |   |   |   |   |   |   |   |   | 7 |
| 6 |   |   |   |   |   |   |   |   | 6 |
| 5 |   |   |   |   |   |   |   |   | 5 |
| 4 |   |   |   |   |   |   |   |   | 4 |
| 3 |   |   |   |   |   |   |   |   | 3 |
| 2 |   |   |   |   |   |   |   |   | 2 |
| 1 |   |   |   |   |   |   |   |   | 1 |
|   | a | b | c | d | e | f | g | h |   |

Lösung:

1. h4 (droht 2. Sf4 und 3. Lh3 matt)
Schwarz verhindert diese Mattdrohung mit Turmzügen auf der 8. Reihe. Nach beispielsweise Tb8 scheitert 2. Sf4 an der Entfesselung 2. … Tb1! wonach auf 3. Lh3+ Sg2 folgt. Weiß reagiert, indem er auf jeden Turmzug mit dem Läufer e3 die Turmlinie verstellt und gleichzeitig für seinen Springer das Feld e3 räumt.

1. … Ta8 2. La7 nebst 3. Se3 matt

1. … Tb8 2. Lb6 nebst 3. Se3 matt

1. … Tc8 2. Lc5 nebst 3. Se3 matt

1. … Td8 2. Ld4 nebst 3. Se3 matt

1. … Tf8 2. Lf4 nebst 3. Se3 matt

1. … Tg8 2. Lg5 nebst 3. Se3 matt

1. … Th8 2. Lh6 nebst 3. Se3 matt

Weiß darf nicht sofort den Le3 wegziehen (um Se3 matt zu drohen), weil Schwarz mit 1. … e3 pariert, der Bauer auf e3 ist dann gedeckt.

## Autor
Ab 1937 leitete Kniest die Schachrubrik in der Bottroper Volkszeitung und trat damit die Nachfolge seines Bruders an. Von 1959 bis 1969 arbeitete er als Schriftleiter bei der Zeitschrift Die Schwalbe, ab 1971 bis 1988 war er Herausgeber der Zeitschrift für Märchenschach  feenschach. Im Selbstverlag gab er 4 Bände von Caissas Schloßbewohner heraus, in denen sich Schachkomponisten in Kurzbeiträgen vorstellen.

## Selbstmatt-Sammlung
Seine vom Bruder Albert aus dem Jahre 1941 übernommene Sammlung von Selbstmatt-Miniaturen war sehr bekannt. In Vorträgen wie zum Beispiel in Andernach 1990 trug Kniest unermüdlich zur Popularisierung dieses Genres bei. Die lang ersehnte Herausgabe eines Buches erlebte er nicht mehr. Nach seinem Tode wurde seine Sammlung von Rainer Staudte erfasst und weiterentwickelt, für Frank Müller war sie Ausgangspunkt seiner Selbstmattsammlung und schließlich trug letzterer gemeinsam mit Hans Gruber die Hauptlast der Erstellung des Buchmanuskripts.

## Privat
Kniest war Bauingenieur und Architekt und leitete ein Architektenbüro. Er hatte eine eigene Druckerei, in der er mehrere Jahre lang die Ausgaben der Zeitschriften Die Schwalbe und feenschach herstellte. 1993 starb er an den Folgen einer Herzoperation.

## Werke
- als Hrsg.: Caissas Schloßbewohner. Band 1, Selbstverlag, 1983, ISBN 3-922392-12-1.
- als Hrsg.: Caissas Schloßbewohner. Band 2, Selbstverlag, 1985, ISBN 3-922392-14-4.
- als Hrsg.: Caissas Schloßbewohner. Band 3, Selbstverlag, 1986, ISBN 3-922392-19-9.
- als Hrsg.: Caissas Schloßbewohner. Band 4, Selbstverlag, 1991, ISBN 3-922392-22-9.
- mit Hans Gruber, Frank Müller und Rainer Staudte: Selbstmatt-Miniaturen Reflexmatt-Miniaturen. (= Editions feenschach – phénix. Band 8). Aachen 2003, OCLC 915168893.